# سید سعید حسینی
سید سعید حسینی (زادهٔ ۱۳۵۰) روحانی ایرانی، نماینده ولی فقیه و امام جمعه کاشان و عضو کنونی مجلس خبرگان رهبری است. وی موفق شد در انتخابات ششمین دوره مجلس خبرگان رهبری که در تاریخ ۱۱ اسفند ۱۴۰۲ برگزار شد، به‌عنوان نماینده استان اصفهان وارد مجلس خبرگان رهبری شود.